# Charles Clerc
Charles Clerc (* 25. Mai 1943 in Freiburg im Üechtland) ist ein Schweizer Journalist und Fernsehmoderator.

## Leben
Clerc erwarb an der Universität Freiburg das Diplom für Sekundarlehrer. Er war zuerst für die Freiburger Nachrichten tätig und von 1967 bis 1970 Volontär beim Schweizer Fernsehen. Später wurde er Redaktor beim Radio DRS, wo er zehn Jahre lang arbeitete. Am 4. April 1976 moderierte er die von ihm mitbegründete Radiosendung Persönlich, sie wird heute noch ausgestrahlt.
1987 wurde Clerc Moderator der Tagesschau des Schweizer Fernsehens. Am 3. Februar 1987 erregte er internationale Aufmerksamkeit, als er sich während der Hauptausgabe der Sendung ein Kondom über einen Finger stülpte. Dies tat er zur Aufklärung von AIDS, da das Bundesamt für Gesundheitswesen kurz zuvor die Kampagne «Stop Aids» gestartet hatte. Clerc beendete seine Tagesschau-Sendungen jeweils mit einer kuriosen Meldung, die er mit den Worten «Und zum Schluss noch dies ...» einleitete. Am 28. Januar 2004 moderierte er seine letzte Tagesschau-Ausgabe. Sein Nachfolger war Franz Fischlin.
Heute ist Clerc Botschafter der SBS Schweizerischen Bibliothek für Blinde, Seh- und Lesebehinderte. Am 22. September 2005 hat er das erste DAISY-Hörbuch, das in Europa in den Handel kam, in Zürich vorgestellt.
Im August 2010 spielte Clerc im Festspiel Annas Carnifex die Hauptrolle des Carnifex.